# Hıramo
Hıramo è un comune dell'Azerbaigian situato nel distretto di Lerik. Conta una popolazione di 154 abitanti.